# Bayerisches Landtagswahlsystem
Das bayerische Landtagswahlsystem dient der Bestellung der derzeit mindestens 180 Sitze des bayerischen Parlaments. Die Bayerische Verfassung (in Art. 14 Abs. 1 BV) sowie das Bayerische Landeswahlgesetz (LWG) sehen hierbei ein so genanntes „verbessertes Verhältniswahlrecht“ vor. Anders als bei Bundestagswahlen sind Erst- und Zweitstimmen für die proportionale Verteilung der Sitze auf die Parteien gleichwertig.

## Rechtliche Grundlagen
Im Vergleich zu anderen Bundesländern und dem Wahlrecht des Bundestages legt die bayerische Verfassung einige Details sehr konkret fest. Das Bayerische Landtagswahlsystem zu ändern, ist daher mit größeren Hürden verbunden als etwa das Wahlrecht des Bundestages, nämlich mit einer verfassungsändernden Mehrheit im bayerischen Landtag und einer Volksabstimmung (vgl. Art. 75 BV).

### Wahlrechtsgrundsätze
Wie in Artikel 28 GG für alle deutschen Länder gleichermaßen vorgeschrieben, gelten auch in Bayern die Grundsätze der demokratischen Wahl. Die bayerische Verfassung legt hierzu fest: „Die Abgeordneten werden in allgemeiner, gleicher, unmittelbarer und geheimer Wahl nach einem verbesserten Verhältniswahlrecht von allen wahlberechtigten Staatsbürgern in Wahlkreisen und Stimmkreisen gewählt.“ (Art. 14 Abs. 1 BV) Das Kriterium der freien Wahl versteht man dabei als aus den anderen vier Grundsätzen notwendig hervorgehend.
Für weiterführende Informationen zu den Wahlrechtsgrundsätzen siehe den Artikel Bundestagswahlrecht.

### Wahlrecht

#### Aktives Wahlrecht
Stimmberechtigt bei den Wahlen zum Landtag, bei Volksbegehren und Volksentscheiden sind alle Deutschen, die das 18. Lebensjahr vollendet (Volljährigkeit) und ihren Wohnsitz seit mindestens drei Monaten in Bayern haben. Darüber hinaus darf das Stimmrecht, zum Beispiel durch einen Richterspruch, nicht aberkannt worden sein.

#### Passives Wahlrecht
Wählbar ist jeder Stimmberechtigte, es sei denn, dass er durch Richterspruch von der Wählbarkeit ausgeschlossen ist. Wahlvorschläge können gemäß Artikel 23 des Landeswahlgesetzes nur von politischen Parteien und sonstigen organisierten Wählergruppen eingereicht werden.

## Wahlsystem

Die sieben bayerischen Wahlkreise

Bei der bayerischen Landtagswahl sind seit 2003 mindestens 180 Mandate in sieben Wahlkreisen zu vergeben.
Der Sprachgebrauch des bayerischen Landtagswahlrechts weicht ab vom Bundestagswahlrecht und dem Wahlrecht anderer Bundesländer:
- Wahlkreis ist jeder der sieben Regierungsbezirke. Auf Ebene dieser Wahlkreise werden die Sitze nach Verhältniswahl verteilt. Es gibt also keinen landesweiten Verhältnisausgleich.
- Stimmkreis ist die Einheit, innerhalb der ein Abgeordneter direkt gewählt wird. Er entspricht dem, was im Bundestagswahlrecht als Wahlkreis bezeichnet wird.

180 Sitze werden gemäß ihrem Anteil an den Wahlberechtigten (bis Mai 2022: Anteil an  der deutschen Bevölkerung) auf die Wahlkreise verteilt. Die Wahlkreise sind in Stimmkreise unterteilt. Im Stimmkreis wird jeweils ein Bewerber direkt gewählt, die übrigen Sitze werden über Wahlkreislisten besetzt. Gemäß Art. 14 der Verfassung darf die Zahl der in Stimmkreisen gewählten Abgeordneten die Zahl der über die Wahlkreislisten gewählten Abgeordneten um höchstens eins übersteigen. Stehen also z. B. einem Wahlkreis 19 Sitze zu, dürfen dort höchstens 10 Stimmkreise gebildet werden. In der Praxis wird die Höchstzahl stets ausgeschöpft. Seit der Verkleinerung des Landtags auf 180 Sitze bestehen landesweit immer 90 bis 92 Stimmkreise.

### Wahlkreislisten
Die Wahlkreisliste ist von einer Mitglieder- oder Vertreterversammlung der Partei oder Wählergruppe aufzustellen. Die Liste muss alle ihre Stimmkreisbewerber enthalten, die von Mitglieder- oder Vertreterversammlungen in den jeweiligen Stimmkreisen gewählt worden sind. Jede Liste muss mindestens einen Stimmkreisbewerber enthalten. Für jeden Stimmkreis kann nur ein Stimmkreisbewerber aufgestellt werden. Die Aufstellungsversammlung kann auf Wahlkreisebene weitere Bewerber wählen. Die Liste darf höchstens so viele Bewerber enthalten, wie im Wahlkreis Sitze zu vergeben sind. Die Aufstellungsversammlung kann, muss aber nicht die Reihenfolge der Kandidaten bestimmen.

### Erststimme

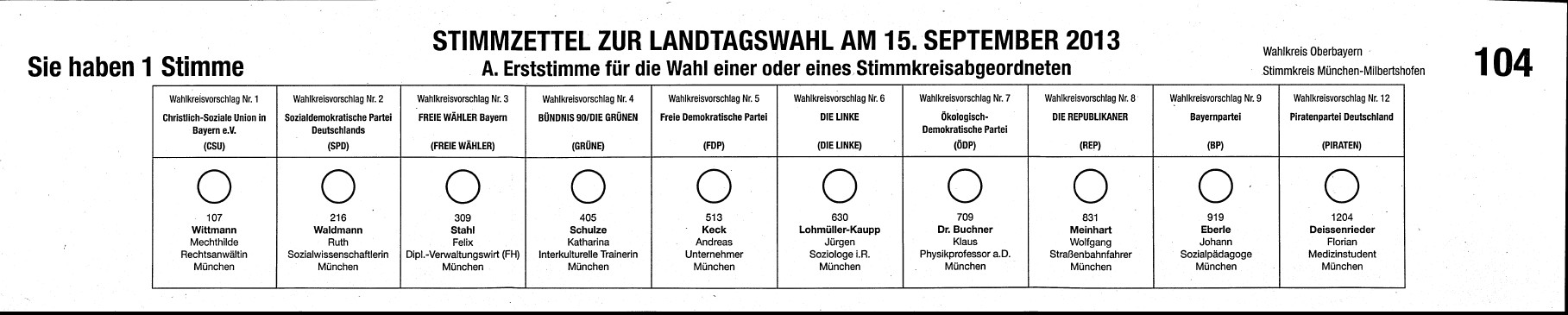
Stimmzettel für die Erststimme mit den Direktkandidaten des Stimmkreises. Hier für den Stimmkreis München-Milbertshofen, im Wahlkreis Oberbayern.

Mit der Erststimme haben die Wahlberechtigten die Wahl zwischen den Stimmkreiskandidaten der kandidierenden Parteien- und Wählergruppen. Hat die Partei für einzelne Stimmkreise keinen Stimmkreisbewerber aufgestellt, ist sie dort mit der Erststimme nicht wählbar.

### Zweitstimme

Stimmzettel für die Zweitstimme mit den wählbaren Kandidaten der 17 Wahlkreislisten. Hier im Stimmkreis München-Milbertshofen, im Wahlkreis Oberbayern.

Mit der Zweitstimme wählen die Wahlberechtigten einen Kandidaten einer Wahlkreisliste. Eine Stimme für einen Bewerber ist gleichzeitig eine Stimme für dessen Partei oder Wählergruppe. Im Gegensatz zum Bundestagswahlrecht gibt der Wähler auch seine Zweitstimme einem bestimmten Kandidaten und hat daher mehr Einfluss. Der Stimmzettel enthält grundsätzlich alle Bewerber aller Wahlkreislisten. Die Stimmkreisbewerber stehen aber in dem Stimmkreis, für den sie aufgestellt sind, nicht auf dem Stimmzettel. Anders als bei Bundestagswahlen gibt es für Erst- und Zweitstimme getrennte Stimmzettel. Soweit die Partei oder Wählergruppe keine Reihenfolge der Bewerber festgelegt hat, werden diese in alphabetischer Reihenfolge aufgeführt. Bewerber, die in der Liste ganz oben stehen, werden allein schon deswegen häufiger gewählt und sind daher bevorteilt.

### Sperrklausel
Bis 1973 erhielten nur Parteien und Wählergruppen Sitze, die in wenigstens einem Wahlkreis mindestens 10 Prozent der Stimmen errangen. So erhielt die GDP bei der Landtagswahl 1962 in keinem Wahlkreis 10 % der Stimmen und mit 5,1 % der Stimmen landesweit keine Sitze (ebenso die FDP 1966), die Bayernpartei mit einem Stimmenanteil von 4,8 % landesweit hingegen acht Sitze, da sie in Niederbayern 10,3 % erreichte. Seit 1973 ist in Art. 14 der Verfassung eine landesweite Fünf-Prozent-Hürde verankert. Da es im bayerischen Wahlsystem keine der Grundmandatsklausel des Bundestagswahlrechts vergleichbare Regelung gibt, bedeutet dies auch, dass siegreiche Stimmkreisbewerber dadurch eventuell kein Mandat erhalten.

### Sitzverteilung

#### Stimmkreis
Im Stimmkreis ist der Bewerber mit den meisten Erststimmen gewählt.
Ist die Partei oder Wählergruppe des stimmenstärksten Bewerbers an der Fünf-Prozent-Hürde gescheitert, so wird diesem Bewerber der Sitz nicht zugeteilt. Stattdessen ist der Bewerber mit der nächsthöchsten Stimmenzahl gewählt.

#### Wahlkreis
Für die Sitzverteilung in den Wahlkreisen sind die Gesamtstimmen maßgeblich. Die Zahl der Gesamtstimmen der Partei oder Wählergruppe wird ermittelt, indem ihre Erst- und Zweitstimmen addiert werden. Anders als bei Bundestagswahlen werden also für die proportionale Sitzverteilung auch die Erststimmen berücksichtigt.
Bei der Sitzverteilung werden nur die Parteien und Wählergruppen berücksichtigt, die mindestens 5 % der Gesamtstimmen in Bayern erringen. Auf diese werden die Sitze des Wahlkreises proportional nach dem Sainte-Laguë-Verfahren verteilt. Bis einschließlich der Landtagswahl 1990 wurde das für große Parteien günstigere d'Hondtsche Höchstzahlverfahren verwendet, was der Bayerische Verfassungsgerichtshof 1992 für verfassungswidrig erklärte. Danach wurde das Hare/Niemeyer-Verfahren verwendet. Nachdem schon bei der Wahl der Bezirkstage 2018 und bei den Kommunalwahlen 2020 zum Sainte-Laguë-Verfahren gewechselt wurde, wurde 2022 auch das Wahlrecht des Landtags auf das Sainte-Laguë-Verfahren geändert.
Hat die Partei oder Wählergruppe im Wahlkreis weniger Stimmkreise gewonnen, als ihr Sitze zustehen, gehen die noch zu besetzenden Sitze an die Bewerber ihrer Wahlkreisliste mit den meisten Gesamtstimmen. Bereits im Stimmkreis gewählte Bewerber bleiben dabei außer Betracht. Dadurch, dass Erst- und Zweitstimmen zusammengezählt werden, sind Stimmkreisbewerber gegenüber den anderen Bewerbern auf der Wahlkreisliste erheblich begünstigt.

#### Überhang- und Ausgleichsmandate
Wenn es bei der Mandatsvergabe zu Überhangmandaten kommt, indem eine Partei in einem Wahlkreis mehr Stimmkreismandate erringt, als ihr nach dem Sitzzuteilungsverfahren zustehen, bleiben ihr diese zusätzlichen Sitze erhalten. Zum Ausgleich wird die Zahl der Mandate im betreffenden Wahlkreis erhöht, bis wieder eine proportionale Sitzverteilung aller Listen im Wahlkreis erreicht ist (siehe auch Ausgleichsmandat). Der betreffende Wahlkreis ist dadurch im Landtag überrepräsentiert.
Wenn eine Partei in mehreren Wahlkreisen die am stärksten überhängende Liste stellt, hat sie einen systematischen Vorteil dadurch, dass sie in jedem dieser Wahlkreise den letzten Sitz erhält.
Die Regelung für Überhangmandate wurde mehrfach geändert. Ursprünglich erhielten bei Überhangmandaten für eine Partei die übrigen Parteien weniger Sitze, die Größe des Landtags änderte sich nicht. Bei der Landtagswahl 1950 erhielt die CSU in Schwaben zwei Überhangmandate, die SPD und die Bayernpartei bekamen dadurch jeweils einen Sitz weniger. Landesweit hatte die CSU dadurch mit einem Stimmenanteil von 27,4 % einen Sitz mehr als die SPD mit 28 % der Stimmen. Kurz vor der Landtagswahl 1954 kam es zu einer Änderung, nach der Überhangmandate nicht mehr zugeteilt wurden, die Stimmkreisbewerber der überhängenden Liste mit den geringsten Gesamtstimmen schieden als überzählig aus. Bei der Wahl 1954 wurden der CSU deswegen zwei Direktmandate in Niederbayern gestrichen. Eine Klage der CSU-Landtagsfraktion gegen die Änderung beim Verfassungsgerichtshof vor der Wahl war erfolglos. Die nächste Änderung folgte 1966, Überhangmandate verblieben demnach der Partei ohne Ausgleich. 1973 wurden Ausgleichsmandate eingeführt, die Zahl der Ausgleichsmandate war aber auf die Zahl der Überhangmandate begrenzt. Die Beschränkung der Ausgleichsmandate fiel 1993 fort.

#### Mehrheitsklausel
Erhält eine Partei oder Wählergruppe mehr als die Hälfte der landesweit  bei der Sitzverteilung zu berücksichtigenden Stimmen, aber nicht die absolute Mehrheit im Landtag, so werden ihr so viele weitere Sitze zugeteilt, bis sie über die absolute Mehrheit verfügt. Diese Sitze gehen an ihre noch nicht gewählten Bewerber mit den landesweit höchsten Stimmenzahlen.

### Staatliche Mittel für Parteien und Wählergruppen
Die Parteienfinanzierung ist bundesrechtlich im Parteiengesetz geregelt. In den Genuss der staatlichen Parteienfinanzierung kommen alle Parteien, die landesweit mindestens 1 % der Gesamtstimmen erzielen. Die Höhe der staatlichen Zuwendungen orientiert sich am Mittelwert aus Erst- und Zweitstimmen. Wählergruppen, die mindestens 1 % der Gesamtstimmen erzielen, erhalten 1,28 Euro je Gesamtstimme.

## Zusammenfassend: Besonderheiten
- Erststimmen und Zweitstimmen sind bei der Sitzverteilung auf die Parteien in gleichem Maße relevant.
- Die Zweitstimme wird einem Kandidaten einer offenen Liste gegeben, entscheidet jedoch nur zusammen mit den Erststimmen des Kandidaten über die Wahl.
- Der von der Partei vergebene Listenrang eines Bewerbers hat keinen direkten Einfluss auf die Mandatschance.
- Führende Stimmkreiskandidaten, deren Partei an der Fünf-Prozent-Hürde scheitert, erhalten kein Mandat.
- Es werden keine Landeslisten aufgestellt, sondern nur solche, die sich auf je einen Regierungsbezirk (hier: „Wahlkreis“) beziehen.
- Es findet kein landesweiter Verhältnisausgleich statt.